# Ataque en Huila de 2022
El ataque en Huila de 2022 ocurrió el 2 de septiembre de 2022, siete policías fueron asesinados en una emboscada en el Corregimiento de San Luis en Neiva (Huila).

## Acontecimiento
El vehículo donde se transportaban siete policías chocó con una mina de carretera y luego fueron asesinados a tiros.

## Reacciones
El presidente de Colombia, Gustavo Petro, calificó el incidente como un «claro acto de sabotaje contra la paz» en el conflicto armado interno de Colombia.
Las disidencias de las FARC-EP de alias 'Iván Mordisco', se adjudicaron el ataque en un comunicado, en respuesta a la muerte de 4 disidentes en enfrentamientos anteriores.

## Víctimas
Intendentes Wilson Jaír Cuellar, Luis Alberto Sabi Gutiérrez, subteniente Duverney Carreño Rodríguez, patrullero Jhon Fredy Bautista, auxiliares de Policía Cristian Ricardo Cubillo Borbón, Arles Mauricio Pascuas Figueroa y Santiago Gómez Endes.